# Mirador (surveillance)
Pour les articles homonymes, voir Mirador et Tour de garde.

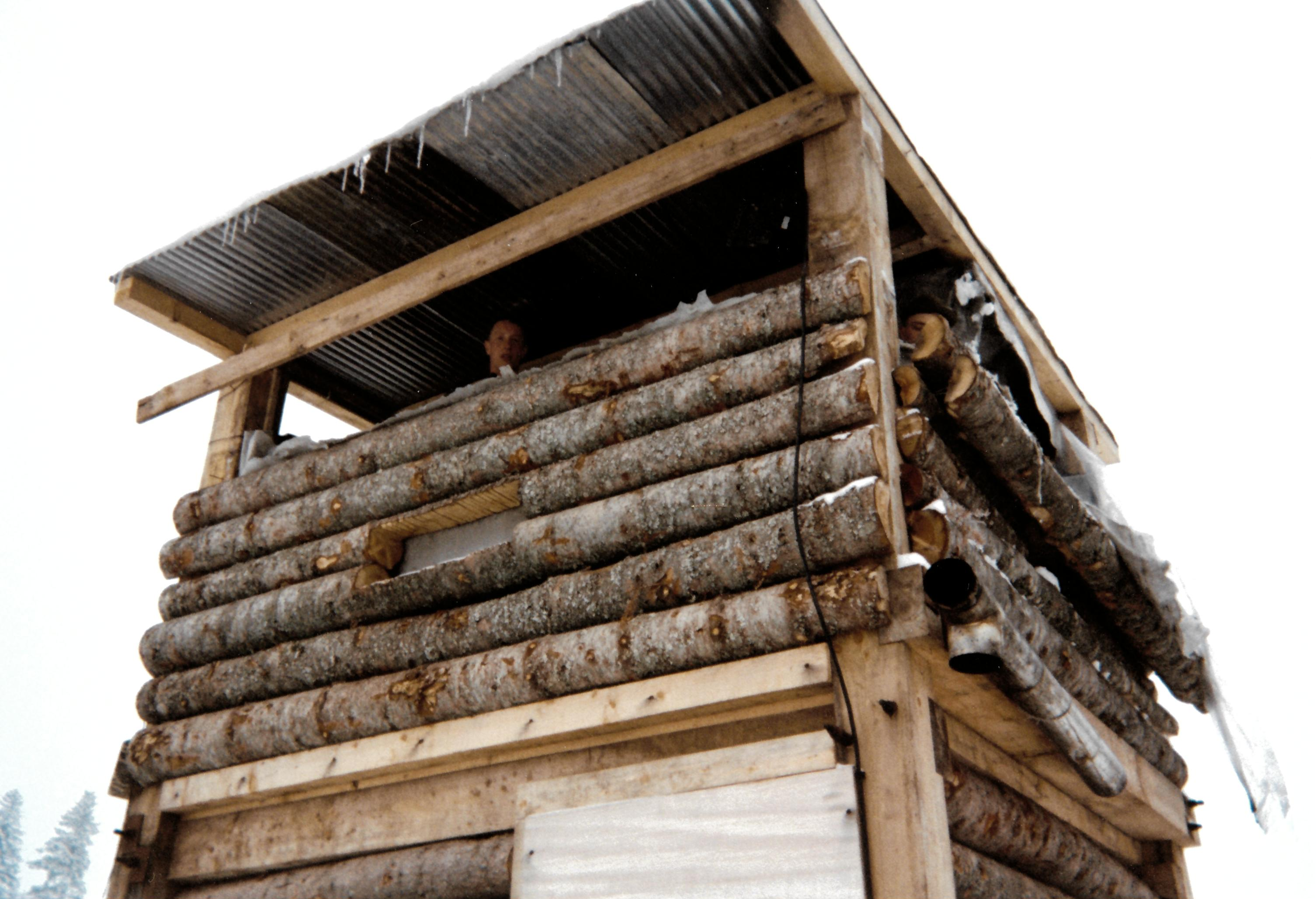
Mirador à Sarajevo, pendant la guerre, en 1995.

Dans un contexte militaire ou carcéral, un mirador est une tour d'observation destinée à surveiller une zone. On parle aussi de tour de garde[réf. nécessaire] ou de tour de surveillance.

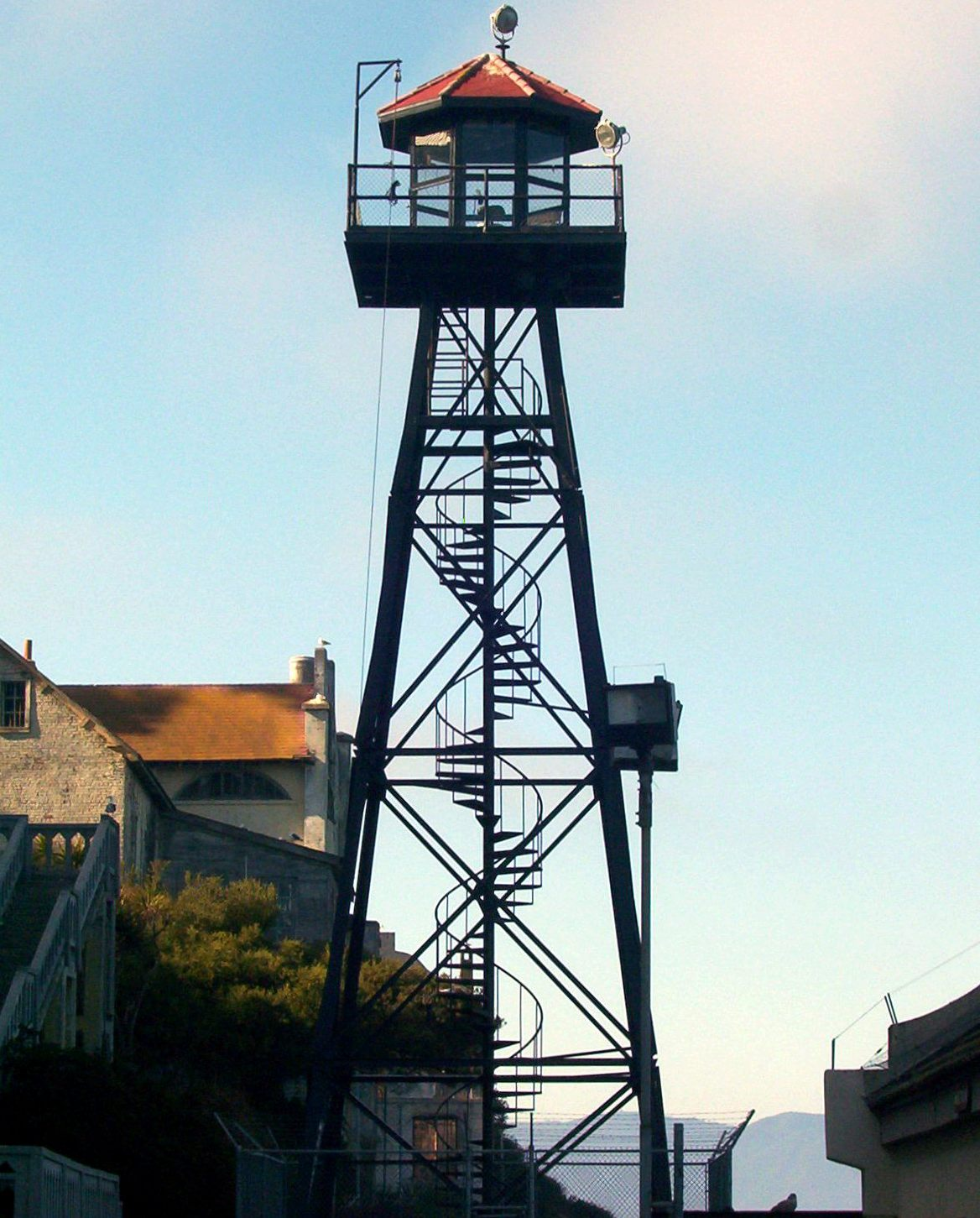
Tour de garde de la prison d'Alcatraz.

Le mirador peut servir à surveiller une frontière, une côte, un camp militaire, un camp de prisonniers de guerre, une prison, un camp de concentration, etc.
Les objectifs peuvent être variés : prévenir les sinistres (incendies) ou les attaques adverses, ou empêcher une évasion ou une intrusion.

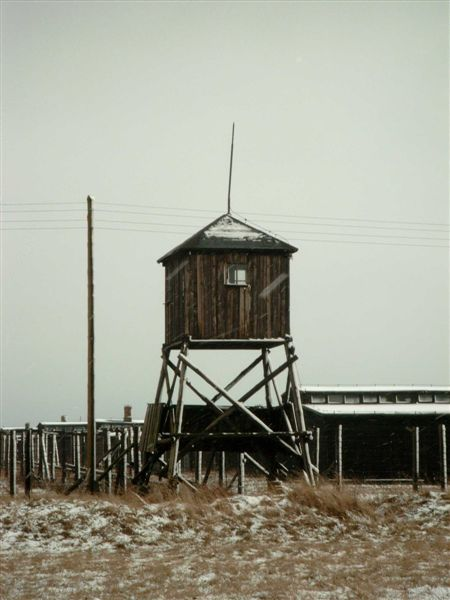
Mirador ou tour de guet au camp d'extermination nazi de Majdanek (Pologne).
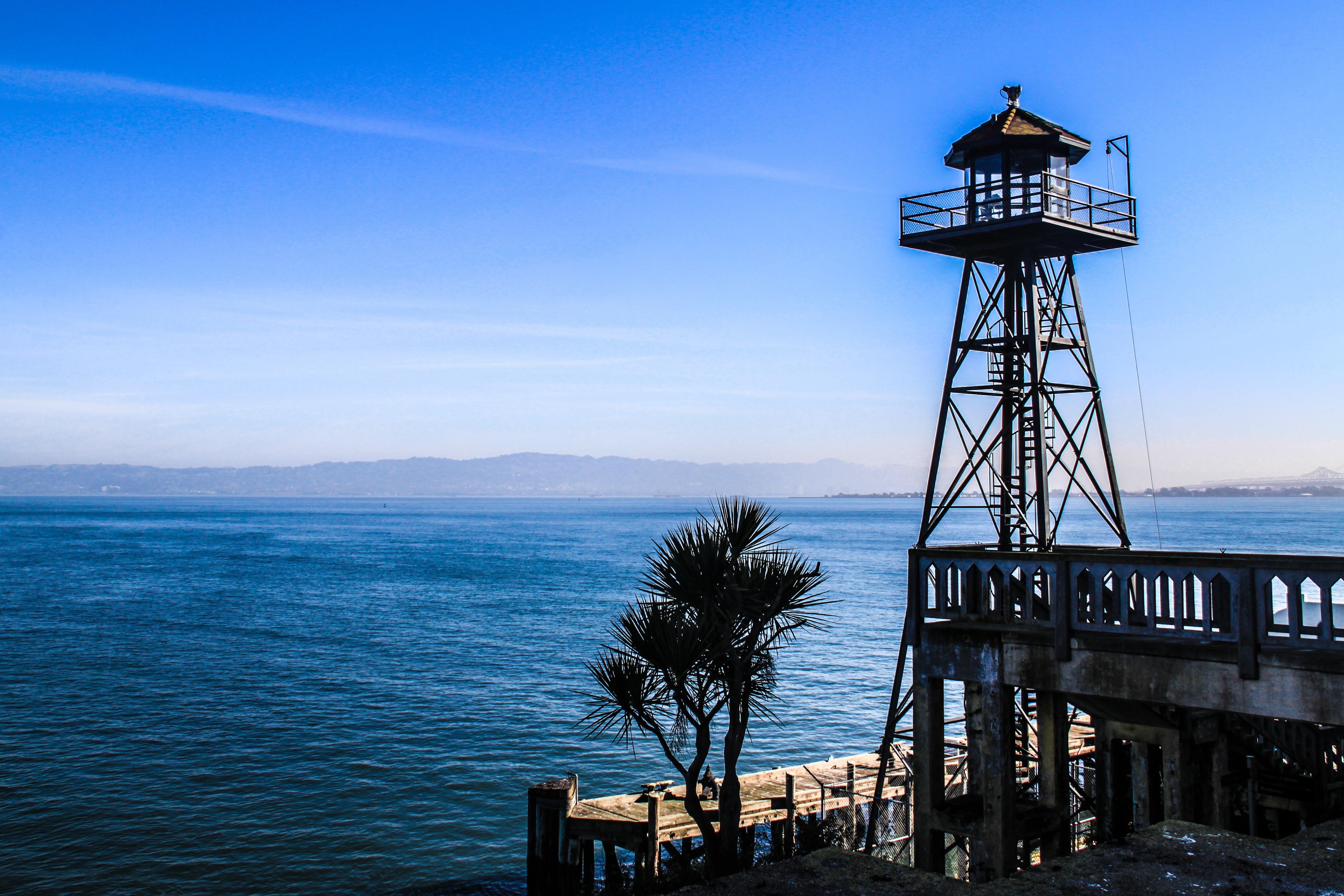
Mirador du pénitencier fédéral d'Alcatraz (Californie).
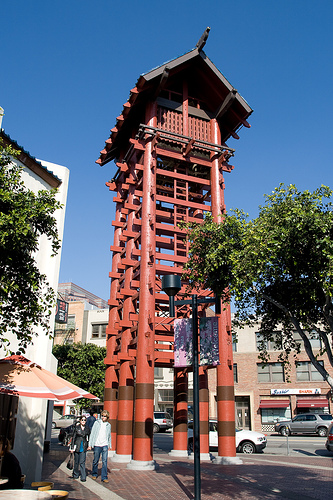
Mirador du Little Tokyo à Los Angeles (États-Unis).
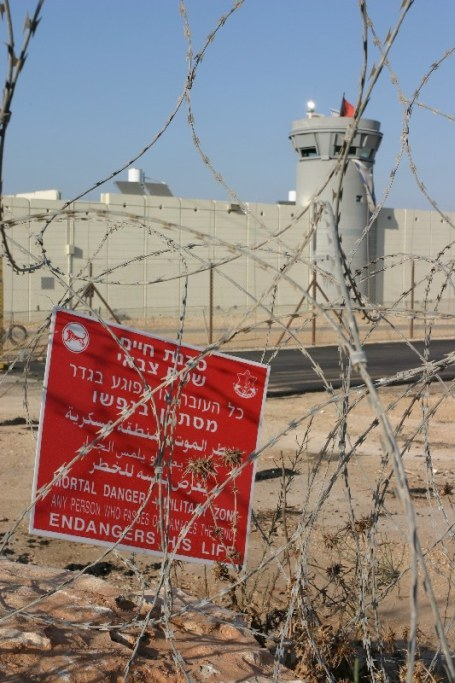
Mirador du mur de séparation israélien entourant la ville palestinienne de Qalqilya, 2007.

## Tour de guet
Une triangulation est effectué depuis les tours de guet par les guetteurs de feu de forêt. On mesure la direction d'une colonne de fumée par rapport à la direction de référence du pôle Nord (ou de l'Étoile polaire) pour la détermination précise par triangulation du lieu de l’incendie.

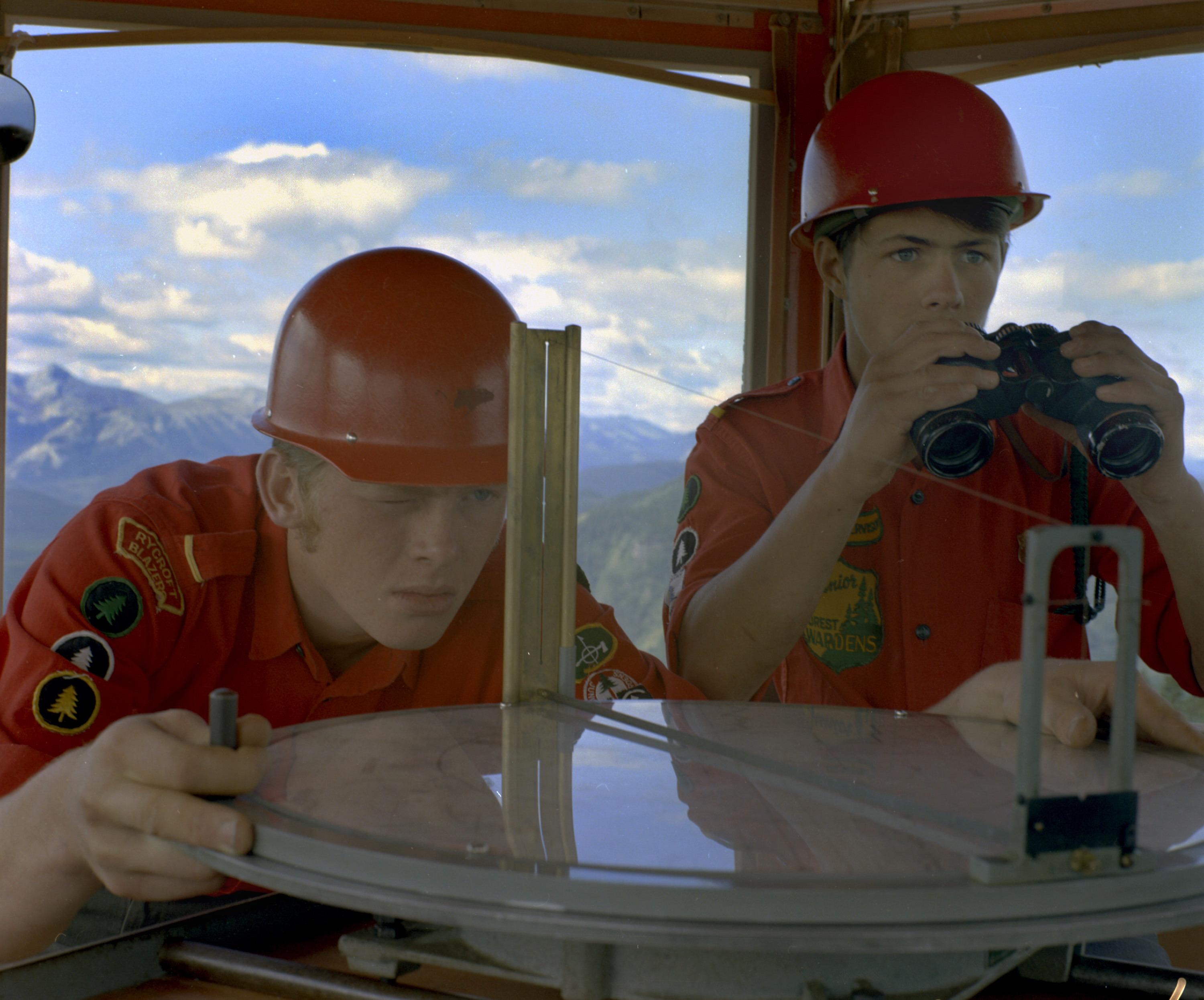
Une mesure de la direction d'une colonne de fumée par triangulation.
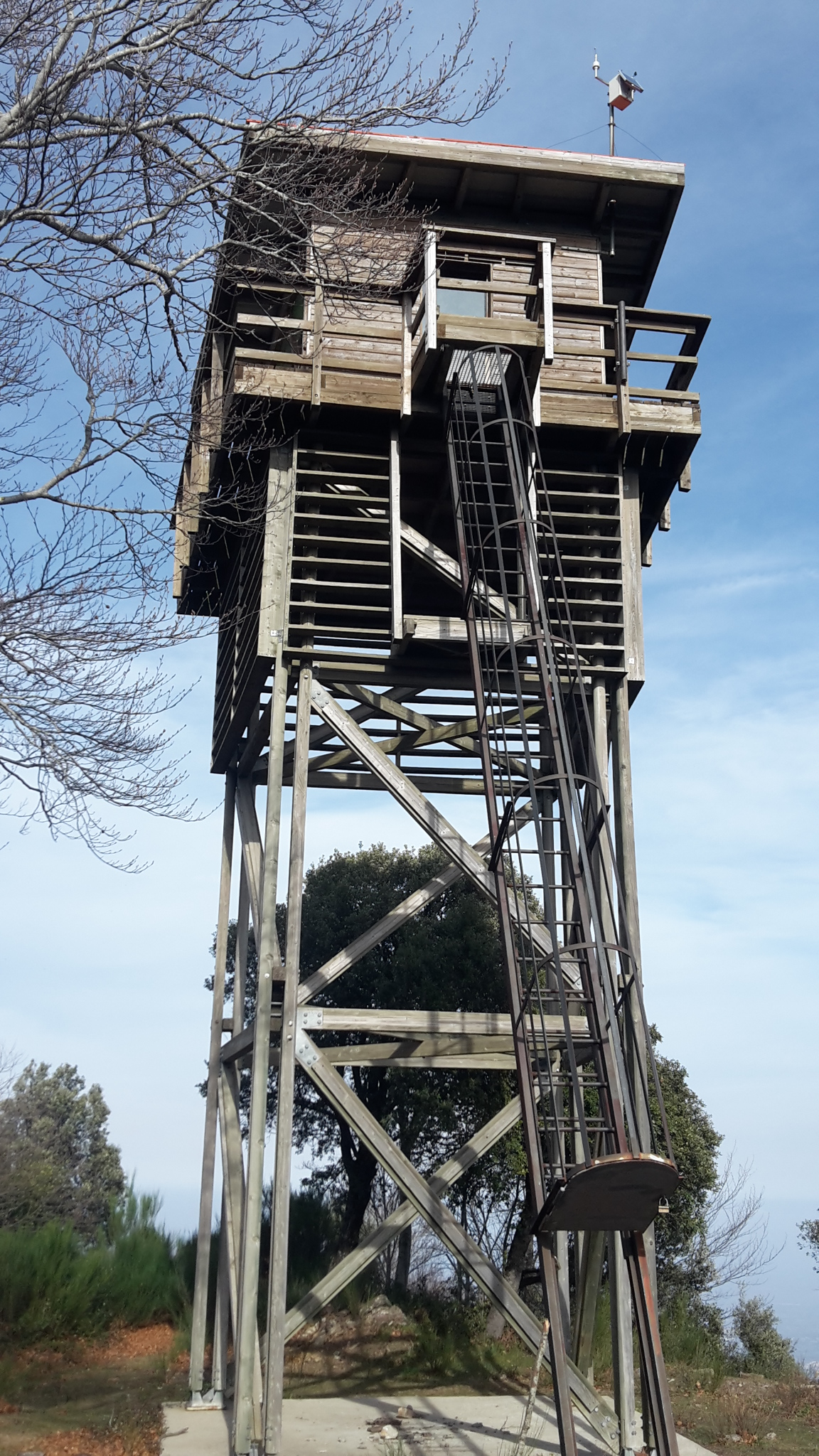
Tour de guet dans les Pyrénées.
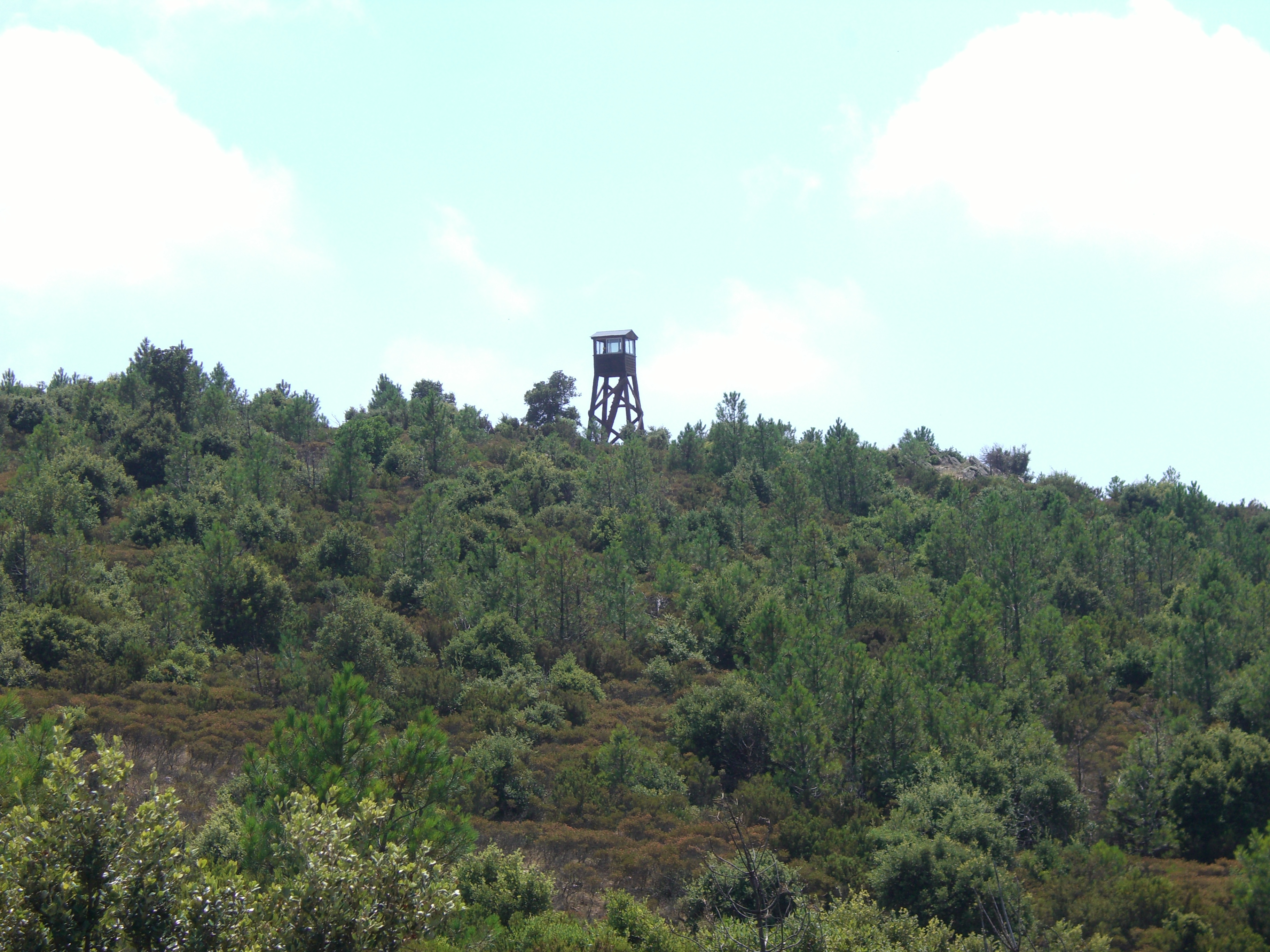
Tour de guet dans la forêt domaniale des Maures (Var).
Panneau de tour de guet.